# 睦合村 (福島県伊達郡)
睦合村（むつあいむら）は、福島県伊達郡に存在した村である。1955年1月1日、桑折町，伊達崎村，半田村と合併して新しい桑折町となったため廃止した。

## 成立
1889年（明治22年）8月、町村制の施行により松原村（1876年〔明治9年〕6月11日、牛沢村を編入合併）、成田村、万正寺村、平沢村の四箇村をもって成立。なお、明治政府による市制・町村制の施行は同年の4月1日であり、桑折町史による記述が正しければそれより4箇月遅れての成立となる。

### 「睦合」の由来
もともとこの地区に「睦合」という地名は存在しなかった。成立当時の伊達郡長高木秀明が「末永く睦み合う里」という願いをこめて「睦合」という名を提案、命名された。

## 正岡子規と松原中の茶屋
1893年7月27日、旅行中の正岡子規が飯坂温泉より桑折駅に向かって当時出来たばかりの新道（飯坂街道）を人力車で向かう途中、松原の「中の茶屋」（現在の鈴木商店）に立ち寄り1時間ほど休憩した。その様子は子規の紀行文『はて知らずの記』に記されている。

## 歴代村長
睦合村『郷土史』により作成。
| 代                | 氏名         | 就任年月   | 退任年月   | 出身大字名 |
| ----------------- | ------------ | ---------- | ---------- | ---------- |
| 初                | 遠藤正文     | 1889年8月  | 1892年6月  | 桑折       |
| 2（臨時事務取扱） | 遠藤吉兵衛   | 1893年4月  | 1893年4月  | 桑折       |
| 3                 | 佐藤儀右衛門 | 1893年10月 | 1895年12月 | 万正寺     |
| 4                 | 岡崎兵吉     | 1895年12月 | 1899年12月 | 松原       |
| 5                 | 氏家長七     | 1899年12月 | 1901年2月  | 平沢       |
| 6                 | 片平惣兵衛   | 1901年3月  | 1902年4月  | 成田       |
| 7                 | 木村又右衛門 | 1903年4月  | 1907年3月  | 成田       |
| 8                 | 斎藤平六     | 1907年3月  | 1908年7月  | 松原       |
| 9                 | 氏家長七     | 1908年7月  | 1909年3月  | 平沢       |
| 10                | 佐藤惣兵衛   | 1909年3月  | 1913年3月  | 平沢       |
| 11                | 岡崎兵吉     | 1913年3月  | 1914年8月  | 松原       |
| 12                | 斉藤平六     | 1914年12月 | 1915年11月 | 松原       |
| 13                | 浅野清治     | 1916年1月  | 1918年1月  | 成田       |
| 14                | 浅野金兵衛   | 1918年10月 | 1922年10月 | 成田       |
| 15                | 片平清吉     | 1922年10月 | 1926年10月 | 成田       |
| 16                | 佐藤喜三郎   | 1926年10月 | 1930年10月 | 万正寺     |
| 17                | 氏家正利     | 1930年10月 | 1934年10月 | 平沢       |
| 18                | 氏家正利     | 1934年10月 | 1938年10月 | 平沢       |
| 19                | 八木沼与次郎 | 1938年10月 | 1942年3月  | 松原       |
| 20                | 佐藤喜七     | 1942年6月  | 1946年6月  | 万正寺     |
| 21                | 八木沼与次郎 | 1946年6月  | 1946年11月 | 松原       |
| 22                | 木村重雄     | 1947年4月  | 1951年4月  | 成田       |
| 23                | 八木沼与三   | 1951年4月  | 1954年12月 | 松原       |

## 出身有名人
- メイジー・ヒロノ - 政治家（元ハワイ州副知事・現アメリカ合衆国上院議員）
- 尾上梅之助 - 歌舞伎俳優、尾上梅幸 (7代目)最後の内弟子として女形で活躍した。
- 浅野豊美 - 早稲田大学教授、国際政治学者、歴史学者